# Finian's Rainbow
Finian's Rainbow är en amerikansk musikalfilm från 1968 i regi av Francis Ford Coppola, med Fred Astaire och Petula Clark i huvudrollerna. Manuset skrevs av E.Y. Harburg och Fred Saidy med utgångspunkt i deras musikal med samma namn från 1947. Filmen nominerades till två Oscar, fem Golden Globe Awards och en Writers Guild of America Award.
Filmens amerikanska ursprungspremiär ägde rum den 9 oktober 1968, medan den svenska biopremiären ägde rum på Stockholms-biografen Saga den 27 februari 1969.

## Rollista (i urval)
| Fred Astaire    | – Finian McLonergan                  |
| Petula Clark    | – Sharon McLonergan                  |
| Tommy Steele    | – Og                                 |
| Don Francks     | – Woody Mahoney                      |
| Keenan Wynn     | – Senator Billboard Rawkins          |
| Barbara Hancock | – Susan den tysta (Susan the Silent) |
| Al Freeman Jr.  | – Howard                             |
| Ronald Colby    | – Buzz Collins                       |
| Dolph Sweet     | – Sheriffen                          |
| Louil Silas     | – Henry                              |
| Brenda Arnau    | – Arrendator (okrediterad)           |